# Kassai Ilona (nyelvész)
Kassai Ilona (Miskolc, 1945. július 29. – 2020. február 18.) magyar nyelvész, beszédkutató, egyetemi tanár. A nyelvtudományok kandidátusa (1991), a nyelvtudományok doktora (1999). A Magyar Tudományos Akadémia Nyelvtudományi Intézetének munkatársa, a Pécsi Tudományegyetem Bölcsészettudományi Kar Nyelvtudományi Tanszékének és Francia Tanszékének oktatója, a Nyelvtudományi Doktori Iskola vezetője.

## Életpályája
1996-tól a Pécsi Tudományegyetem egyetemi tanára volt.
Kutatási területe az általános, magyar és francia fonetika-fonológia, a beszélt nyelv grammatikája, pszicho- és szociolingvisztikája, valamint a normál és akadályozott nyelvelsajátítás volt.
Temetése a Farkasréti temetőben történt.

## Művei
- Időtartam és kvantitás a magyar nyelvben (1979)
- Fonetika (1979, 1998, 2002, 2005)
- A fonetikai háttér (1994)
- Kétnyelvűség és magyar nyelvhasználat: A 6. Élőnyelvi Konferencia előadásai (1995)
- Szótagfogalom - szótagrealizációk (1999)
- Etűdök alkalmazott nyelvészetre (2004)
- Szakszó, szaknyelv, szakmai kommunikáció (2005)
- A nyelvi tabuktól a temporális referensekig (2006)
- Nyelv, nyelv, nyelv a Máté evangéliumától a finn egészségügyig (2007)
- A mondat információs szerkezete (2007)
- Dolgozatok a hangos stílusról (2008)
- Pályakép madártávlatból (2009)
- Az angollal való nyelvi érintkezés hatása a kanadai francia nyelv hangtani szerkezetére (2010)
- Beregszáz és autóbuz. A 16. Élőnyelvi Konferencia margójára (2010)
- Az akcentus kérdésköre (2010)
- Az –e kérdőszó és a budapesti nyelvhasználat (2011)
- Gyerekek és nyelvek (2011)
- Kazinczy, a nyelvpolitikus (2013)
- A nyelvújítás mint nyelvpolitikai aktus (2013)

## Díjai
- Kempelen Farkas-emlékérem (1991)[3][4]